# LED-Leuchtfaden

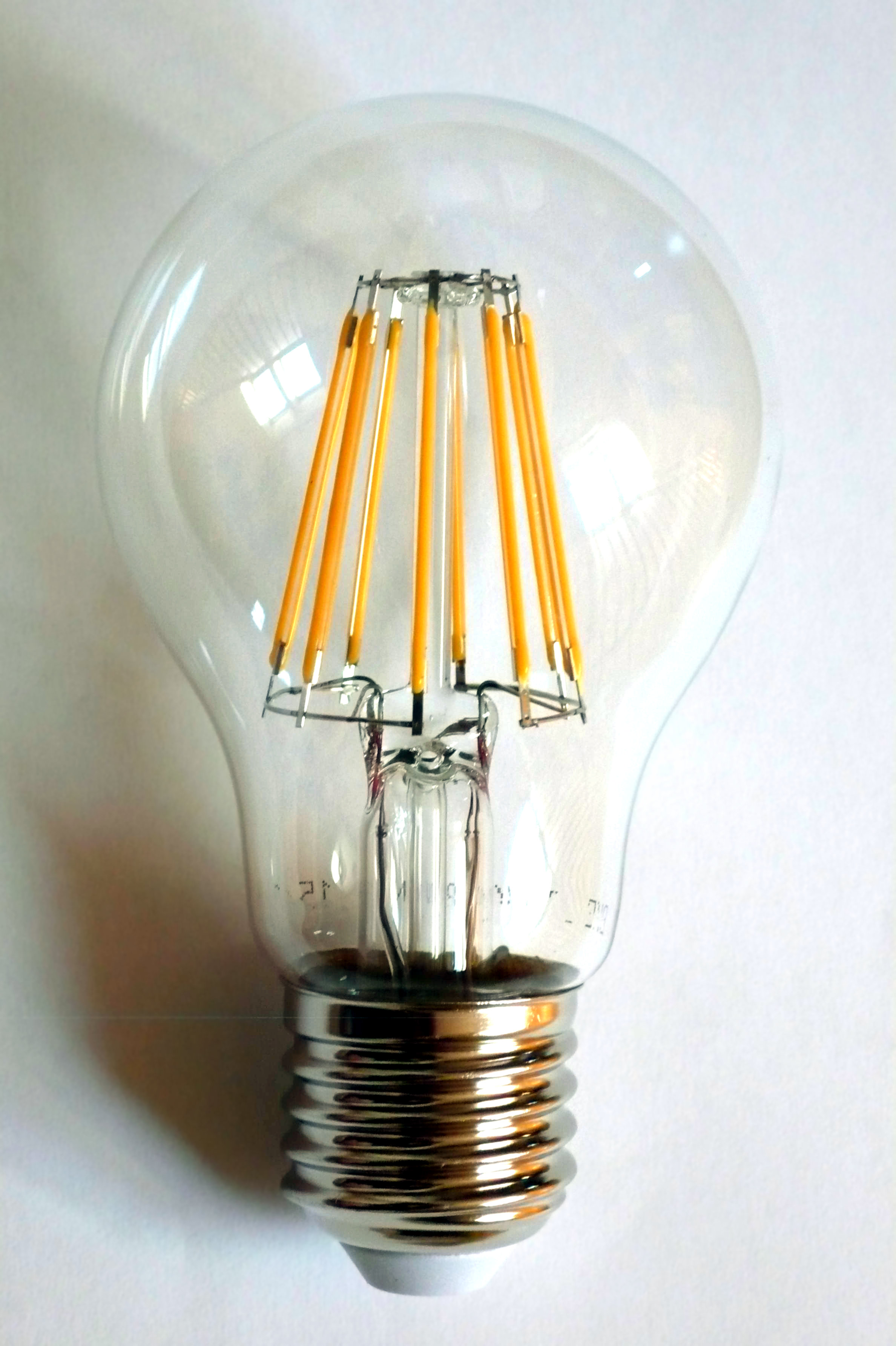
Eine 230-Volt-LED-Fadenlampe mit einem E27-Lampensockel. Die acht Leuchtfäden sind als schlanke gelbe Stäbe erkennbar.

LED-Leuchtfäden (englisch LED filaments) sind stabförmige oder gewendelte lichtgebende elektronische Bauelemente, bestehend aus einem transparenten Träger (Substrat), darauf angebrachten Leuchtdioden (LED) und einer Fluoreszenzschicht. Eine LED-Fadenlampe (englisch LED filament light bulb) ist ein LED-Leuchtmittel, bei dem solche LED-Leuchtfäden in einem Glaskolben ähnlich der Glühwendel einer Glühlampe untergebracht sind.

## Geschichte
LED-Fäden wurden 2008 von Kunihiko Hakata und Tomomi Matsuoka, damals bei den Unternehmen Ushio Denki und Sanyo tätig, erstmals entwickelt und in Folge patentiert. Zu diesem Zeitpunkt waren allerdings in der praktischen Anwendung noch aufwendige Kühlkörper nötig, weshalb die Optik noch nicht der einer klassischen Glühlampe entsprach, ebenso war die Lichtverteilung noch nicht gleichmäßig genug um sich am Massenmarkt durchzusetzen. Das Unternehmen Panasonic patentierte im Jahr 2013 einen Aufbau von LED-Halbleitern auf einem Glasstreifen, waagerecht angebracht, auf gleicher Höhe wie der Glühdraht einer klassischen Glühlampe. Das taiwanesische Unternehmen Nan Ya Photonics Inc. beantragte im selben Jahr ein Patent auf eine kreisförmige Anordnung von SMD-LEDs auf Höhe des Glühdrahtes im Glaskolben einer Lampe, verfolgte das aber nicht weiter. Anfang 2014 präsentierte der sächsische Speziallampenhersteller Vosla GmbH eine LED-Filamentlampe, die optisch der konventionellen Glühlampe sehr nahekam und wegen inzwischen möglicher höherer Effizienz nicht mehr unter den Kühlungsproblemen der Vorgänger litt. In den folgenden Jahren gewannen die LED-Filamentlampen große Marktanteile und wurden deutlich preisgünstiger. Erhältlich sind sowohl einzelne Filamente als auch komplette, gebrauchsfertige Lampen, bei denen ein bzw.  mehrere Filamente senkrecht oder schräg eingebaut ist. Schräg eingebaute Filamente entsprechen dem ersten Patent der beiden japanischen Unternehmen Ushio Denki und Sanyo, das 2012 erteilt wurde. Seit spätestens 2020 gibt es LED-Fadenlampen mit längeren und gewendelten Filamenten am Markt.

## LED-Leuchtfaden

### Aufbau

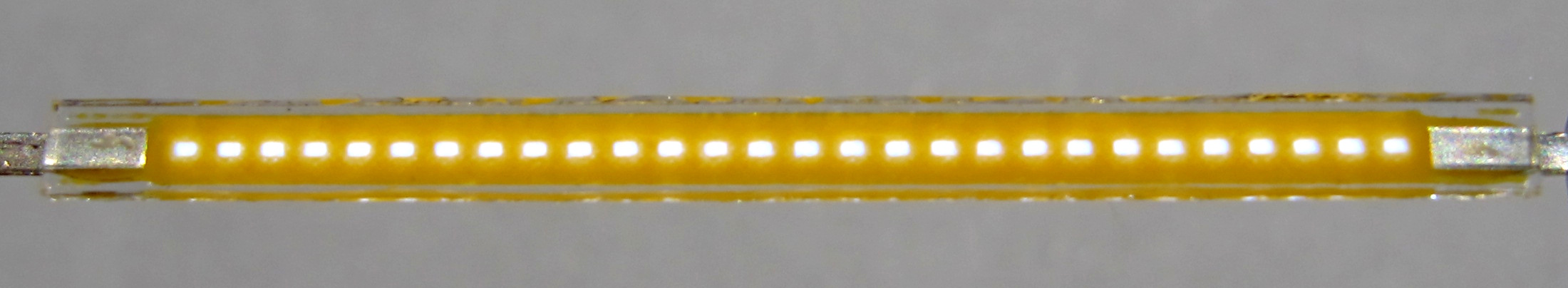
Betrieb eines LED-Leuchtfadens mit ca. 5 % des Nennstroms zeigt die einzelnen LED-Chips unter der gelben Fluoreszenzschicht

Fluoreszenzschicht
Substrat Glas/Saphirglas
LED-Chip
Anschlussdrähte

LED-Leuchtfäden bestehen aus einem schmalen Streifen aus transparentem Substrat wie etwa Saphirglas, auf das blaue und teils zusätzlich rote LEDs mit einer darauf adaptierten Chip-On-Board-Technologie (COB) direkt, d. h. ohne Chipgehäuse, aufgebracht sind. Die einzelnen LED-Chips sind in Reihe geschaltet, an den Enden der Streifen befindet sich jeweils ein elektrischer Kontakt. Um ein breites Lichtspektrum zu erzeugen, sind die Streifen zusätzlich beidseitig mit einer Fluoreszenzschicht überzogen. Deren aktiver Bestandteil ist üblicherweise ein Pulver aus Cer-dotiertem Yttrium-Aluminium-Granat (YAG:Ce3+); von ihm rührt die gelbliche Gesamterscheinung der LED-Leuchtfäden her.

### Eigenschaften
Die typischen Abmessungen von im Jahr 2015 erhältlichen LED-Leuchtfäden sind 38,5 mm × 2,0 mm. Sie kommen auch in anderen Längen von 26 bis 67 mm vor. Die typische Anzahl an LEDs pro 38-mm-Leuchtfaden beträgt 28. Die Anzahl und Eigenschaften der in Reihe geschalteten LEDs werden in Datenblättern aufgeführt. Die Betriebsspannung eines einzelnen LED-Fadens beträgt exemplarisch etwa 60 bis 80 V, was sich nach der Anzahl und Typ der LEDs richtet. Sie haben einen spezifiziert zu begrenzenden Betriebsstrom von typisch etwa 10 mA. Bei den 2015 erhältlichen Modellen nahm ein Leuchtfaden ungefähr 1 W Leistung auf und gab etwa 100 lm ab; 2018 konnte die Lichtausbeute auf bis zu 160 lm/W gesteigert werden. Die Farbtemperatur der Leuchtfäden wird bei den derzeit erhältlichen Modellen über die Zusammensetzung und Dichte der Fluoreszenzschicht bestimmt, sowie teilweise auch über das Verhältnis der im Leuchtfaden verbauten blauen und roten LEDs. Im Gegensatz zu konventionellen LEDs auf undurchsichtigem Substrat haben LED-Leuchtfäden eine ähnliche Abstrahlcharakteristik wie eine klassische Glühwendel, sie strahlen also beinahe omnidirektional ab, wobei sich an den Seiten des Substrats zwei gegenüberliegende dunklere Zonen bilden.
Durch die Anordnung der LED-Fäden und den durchsichtigen Glaskolben sehen diese Lampen weitgehend wie klassische Glühlampen aus. Unter der Bezeichnung „Rustika“ wird zudem eine längliche Kolbenform vertrieben, die frühen Glühlampen entspricht. Daher sind diese Lampen gut zur Verwendung in antiken Leuchten, etwa aus der Zeit des Jugendstils, geeignet. Da sie in ihren Abmessungen nahezu identisch mit klassischen Glühlampen sind, lassen sie sich auch in Leuchten mit schmalen Glasschirmen einschrauben.

## LED-Fadenlampe

### Aufbau und Aussehen

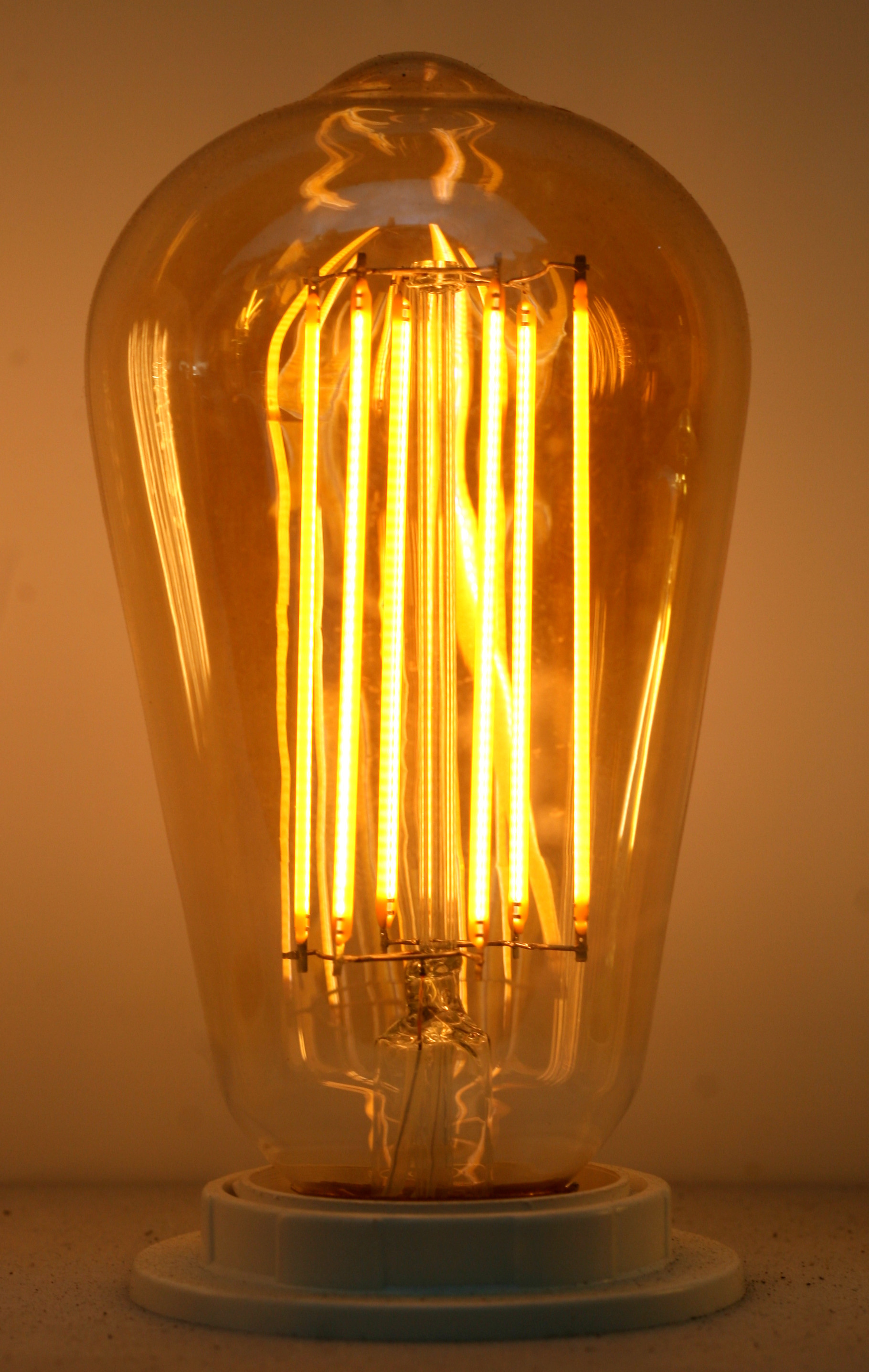
LED-Fadenlampe in Form und Aussehen einer historischen Glühlampe

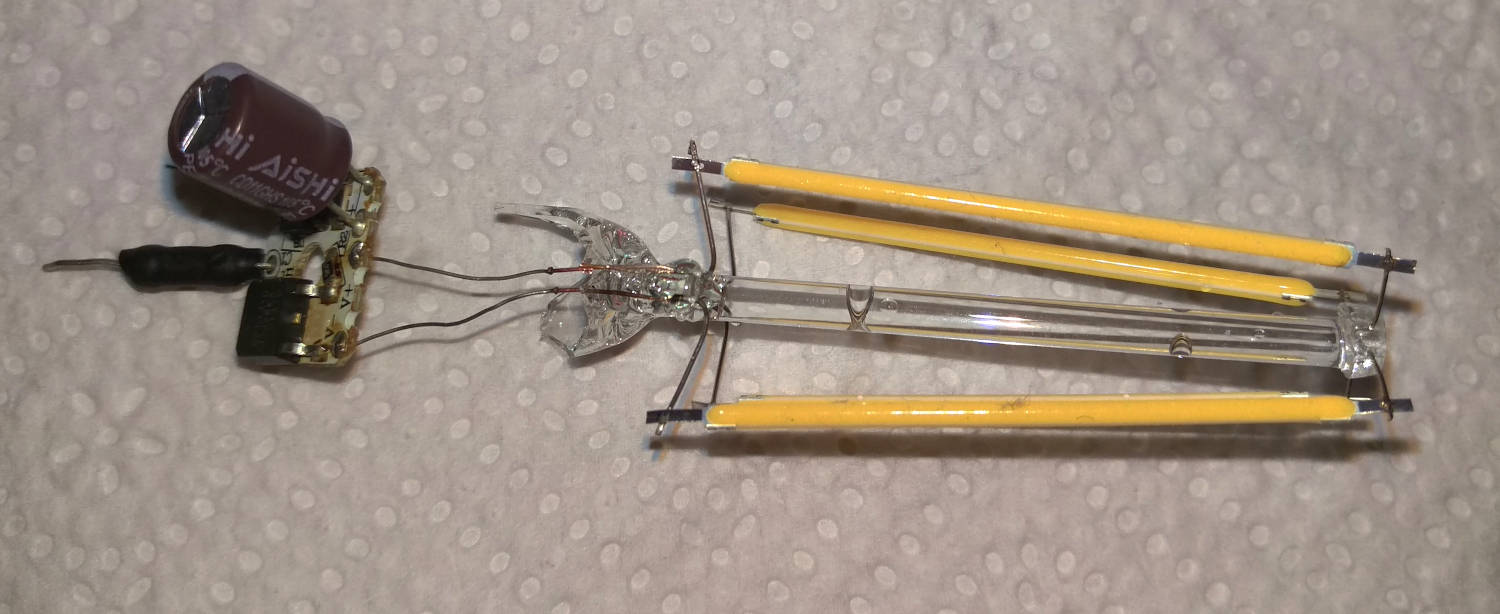
Defekte LED-Filament-Lampe. Da die Filamente zu heiß betrieben wurden und dadurch eine einzelne LED ausfiel, fiel die komplette Serienschaltung der Filamente aus.

LED-Fadenlampen bestehen, außer der durch LEDs ersetzten Glühwendel, teilweise aus den gleichen Komponenten wie klassische Glühlampen:
- der Lampensockel, dessen metallische Teile der Außenhaut die elektrischen Kontakte darstellen
- der gläserne Lampenfuß mit einer gasdichten Durchführung der Stromzufuhr zur eigentlichen leuchtenden Komponente, in diesem Fall eine Anordnung von LED-Leuchtfäden
- ein inertes Gas mit hoher Temperaturleitfähigkeit
- der gläserne Außenkolben

LED-Fadenlampen haben ein komplett im Lampensockel untergebrachtes Netzteil, das die Wechselspannung des Stromnetzes gleichrichtet und einen begrenzten oder geregelten Strom für den Betrieb der Leuchtdioden bereitstellt. Die hier beschriebene Bauform eines Leuchtmittels wurde 2014 patentiert.

### Produktevolution und Zusammenspiel der Komponenten
Die erste LED-Fadenlampe wurde 2008 vom japanischen Hersteller Ushio Lighting, Inc. auf den Markt gebracht. Dieses Modell war allerdings nicht sehr erfolgreich, da es noch einige Probleme aufwies. Es basierte noch auf einer einzelnen großen Chipmatrix, die – wie eine Wolframglühwendel – waagerecht über dem Sockel positioniert war. Die einzelnen LED-Chips der Lampen erhitzten sich sehr stark, was einen dedizierten Kühlkörper notwendig machte. Das führte dazu, dass die Lampe nur einen Abstrahlungswinkel von 180° hatte.
Um einer omnidirektionalen Lichtabstrahlung nahezukommen, muss auf einen Kühlkörper im klassischen Sinne verzichtet werden.
LED-Lampen mit LED-Leuchtfäden geben daher ihre gesamte Wärme über das umgebende Füllgas (Helium) an den Hüllkolben ab. Ermöglicht wird das durch einen geringen Betriebsstrom und damit geringere Leistung pro Fadenlänge. Wie bei anderen LED-Lampen, muss ein Kompromiss zwischen Lebensdauer und Effizienz einerseits (geringer Betriebsstrom) und Leistung andererseits (hoher Betriebsstrom) gefunden werden. Das bedeutet, dass die Gesamtleistung in der Regel geringer ist als bei LED-Lampen mit Kühlkörper.
Als Vorschaltgerät wird teilweise ein Kondensatornetzteil verwendet. Solche LED-Lampen sind (wenn überhaupt) nur mit Phasenabschnittdimmern dimmbar. Minderwertige Varianten verzichten auf einen ausreichend dimensionierten Elektrolytkondensator zur Spannungsglättung und flimmern daher mit 100 Hz, der doppelten Netzfrequenz. Bessere Lampen enthalten eine aufwendigere Elektronik und sind oft auch dimmbar (siehe auch unter LED-Leuchtmittel).

### Energieeffizienz
Die oben erwähnten typischen Daten (1 W liefert um die 100 lm) ergeben direkt eine Lichtausbeute von 100 lm/W; ab 2016 konnten solche Lampen Werte um 150 lm/W erreichen. Seit 2023 sind LED-Fadenlampen mit 210 lm/W (Energieeffizienzklasse A) allgemein erhältlich.
Die Lichtausbeute geht durch hohe Umgebungstemperatur zurück, ebenso die Lebensdauer, die durch einen Lichtstromrückgang (Degradation) auf beispielsweise 50 oder 70 % definiert ist.

### Qualitätsmerkmale von LED-Fadenlampen
- Dimmbarkeit ist bei vielen preiswerten Modellen nicht gegeben.
- Das typische 100-Hz-Flimmern kann mit Mehraufwand vermieden werden.
- Funkstörungen treten bei Schaltnetzteilen auf; Einhaltung der EMV-Grenzwerte oft fraglich.
- Leistungsfaktor {\displaystyle \lambda } typischerweise etwas über 0,5 führt zu größerer Effektivstrom-Aufnahme.
- Störgeräusche können in Schaltnetzteilen entstehen.
- Farbwiedergabeindex {\displaystyle R_{a}} mit Werten von über 90 erreichbar.[20]
- Lichtausbeute ist gemeinsam mit der Lebensdauer und den Einsatzbedingungen zu bewerten.

Weitere Merkmale sind das Design und die Verarbeitungsqualität. Viele der Merkmale oder deren richtige Angabe auf der Verpackung sind nur im Messlabor ermittelbar oder gar nicht. Hinzu kommt Produktpiraterie. Die meisten Lampen (auch europäischer Anbieter) kommen aus Asien, wo auch die wichtigsten Patentrechte liegen.

### Vergleich mit anderen Leuchtmitteln

#### Spektrum
LED-Fadenlampen enthalten analog zu anderen LED-Leuchtmitteln blaue und zum Teil rote LEDs (letztere für einen höheren Farbwiedergabeindex und eine wärmere Farbtemperatur). Diese sind mit einer Fluoreszenzschicht überdeckt, die den noch fehlenden mittleren Teil des Lichtspektrums auffüllt. Im Gegensatz zur Kompaktleuchtstofflampe verläuft das Spektrum relativ kontinuierlich und weist keine extrem herausstechenden Spitzen einzelner Farben auf.

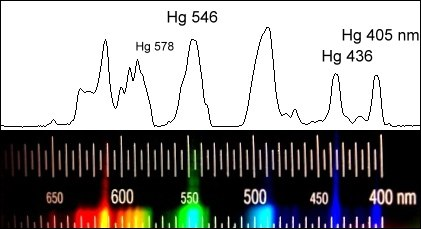
Spektrum einer Leuchtstofflampe
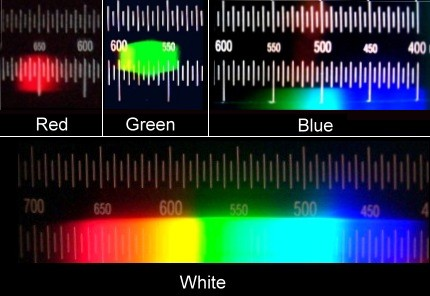
Spektrum einer roten, grünen, blauen und weißen Leuchtdiode

#### Lichtstrom und Leistung
Durch die inzwischen (Stand Dez. 2015) relativ hohe Effizienz der verwendeten LEDs kann auch mit den relativ geringen Gesamtleistungen von etwa 5 bis 8 W ein Lichtstrom erzeugt werden (1000 lm bei 8 W), der mit kleinen bis mittleren Leistungen von Glühlampen (bis etwa 75 W) bzw. Halogenlampen (heller als 42 W) vergleichbar ist. Höhere Lichtströme bei entsprechend höherer Leistungsaufnahme sind mit Stand Ende 2015 LED-Leuchtmitteln mit dediziertem Kühlkörper vorbehalten; diese strahlen ihr Licht bauartbedingt jedoch – anders als klassische Glüh- oder LED-Lampen – meist nur geringfügig in Sockelrichtung ab, was in einigen Leuchten ein Problem darstellen kann.

### Beispiele für Bauformen

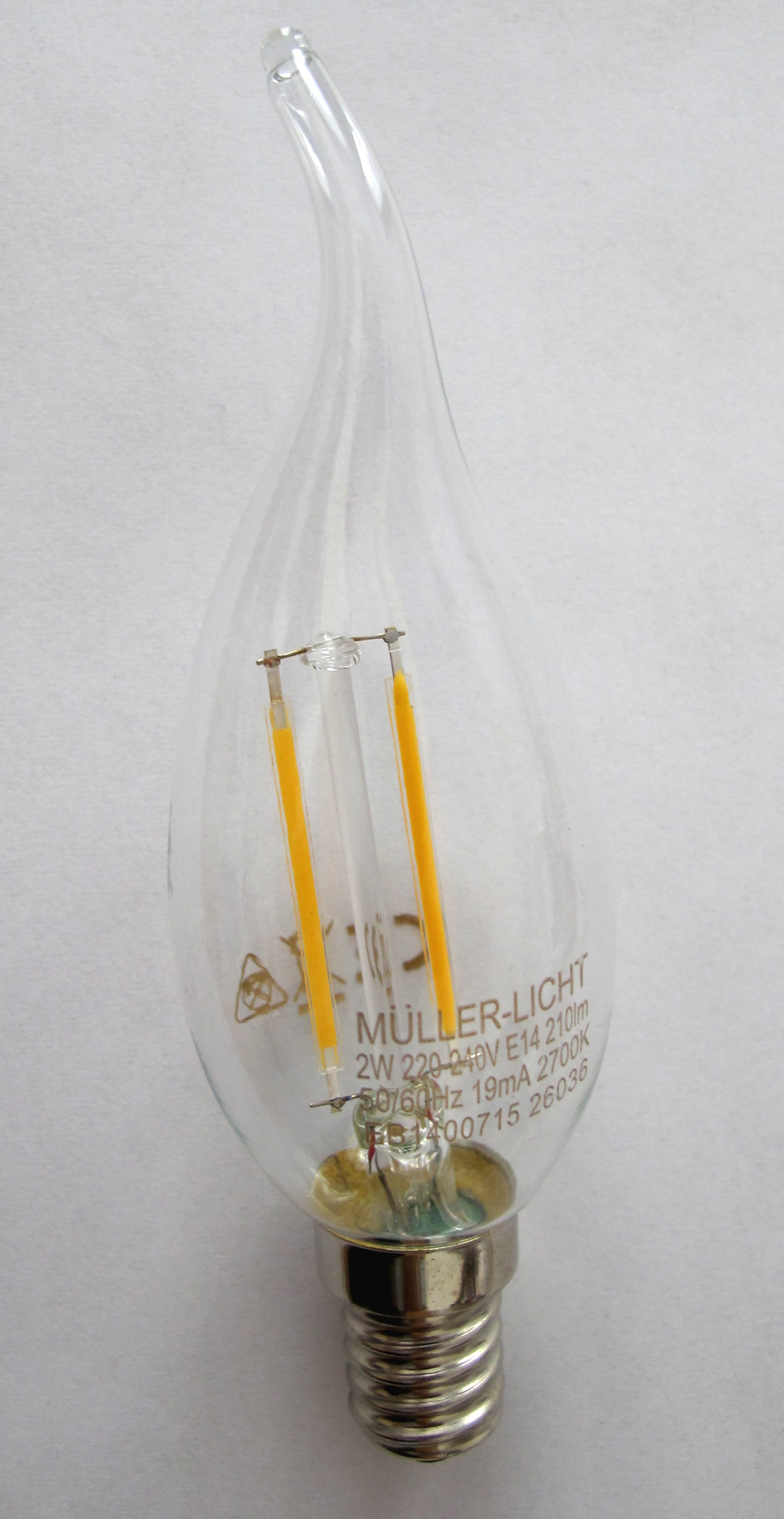
Dekorative Kerzenlampe mit E14-Sockel
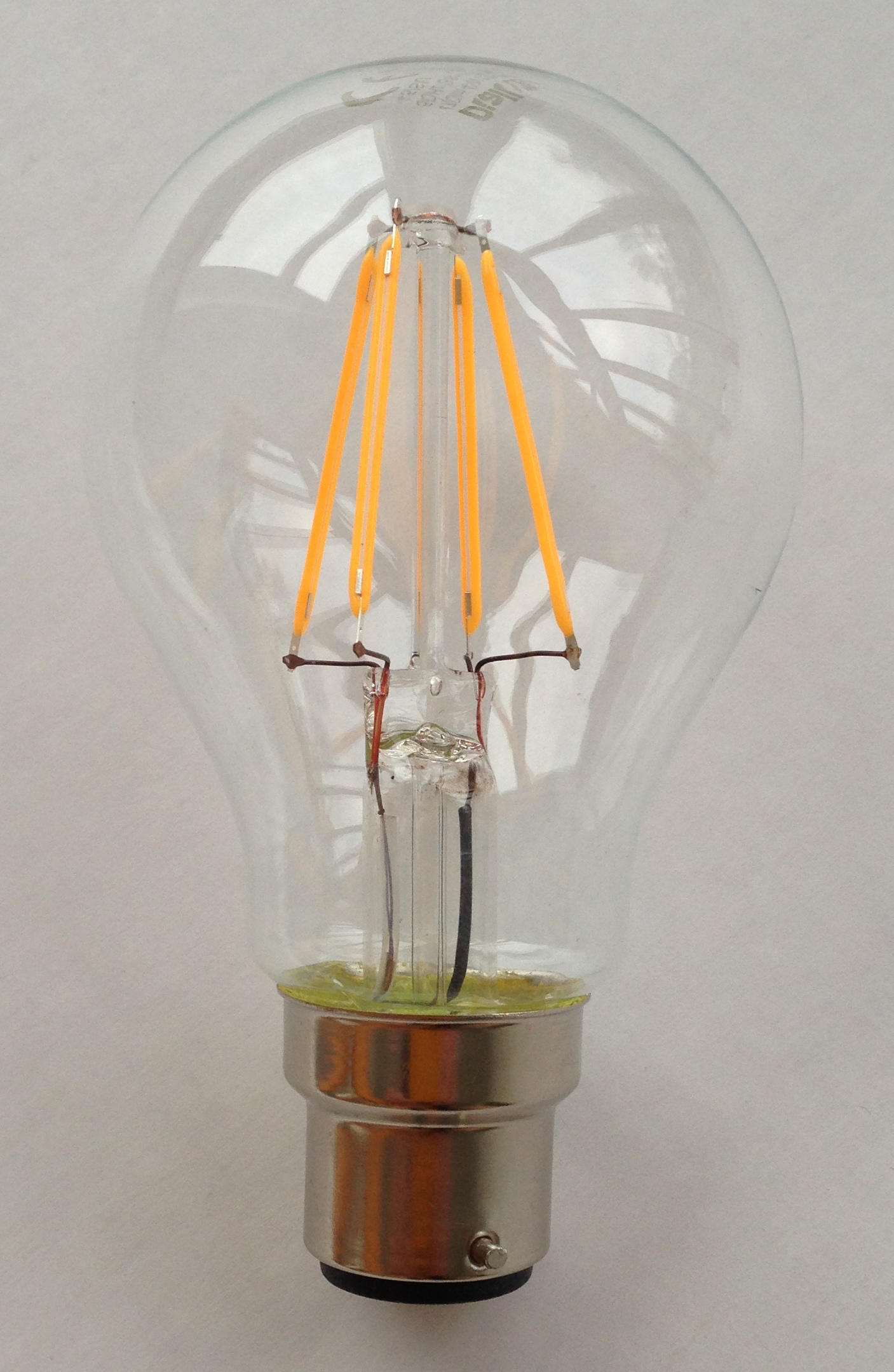
Birnenform mit B22-Sockel